# Resse (Wedemark)
Resse ist ein Ortsteil der Gemeinde Wedemark in der niedersächsischen Region Hannover.

## Geografie
Resse liegt im südwestlichen Zipfel der Gemeinde Wedemark. Innerhalb der Wedemark ist der nächste Ortsteil das 6 km nördlich gelegene Negenborn sowie das zu Scherenbostel gehörende Wiechendorf, das 5 km östlich des Kernorts liegt. Im Süden grenzt Resse an das Stadtgebiet Langenhagens, dessen Ortsteil Engelbostel 6 km entfernt liegt. Im Westen grenzt Resse an das Stadtgebiet von Neustadt am Rübenberge und Garbsen, wobei der nächste Ort hierbei das 4 km südsüdwestlich gelegene zu Garbsen gehörige Heitlingen ist.
Resse besteht aus einem Kernort, der um den alten Ortskern herum gewachsen ist. Dazu kommt die Siedlungen Lönswinkel (auch kurz Lönssiedlung), die rund 1,5 km östlich des Kernorts liegt sowie die Siedlung Osterbergstraße knapp 2 km westlich. Der Weiler Rhodopark 1,5 km südlich gehört hingegen nicht mehr zu Resse, sondern liegt auf Garbsener Stadtgebiet.
Resse liegt inmitten der Hannoverschen Moorgeest. Westlich grenzen das Naturschutzgebiet Schwarzes Moor und das Otternhagener Moor an, östlich hingegen das Bissendorfer Moor. Südlich von Resse verläuft die Auter.

## Geschichte
Die erste Erwähnung des Ortsnamens wird dem 11. Jahrhundert zugeschrieben, als das Gebiet des heutigen Ortes „Hrokke“ (Rücken = Anhöhe; oder „Saatkrähe“) genannt wurde, was jedoch wohl noch keine Siedlung darstellen sollte. Um 1232 war ein Luderus de Rocze im Kloster Mariensee. 1438 taucht in einer Steuerliste ein Dankwerd auf, der aus „deme Resse“ kam. Wohl widerlegt ist die These, dass das 990 bei der Grenzziehung der Bistümer Minden und Hildesheim genannte „laceilgereshus“ für Resse stehen soll.
Im 17. Jahrhundert bestand Resse aus sechs Bauernhöfen. Die Namen der Begründer der sechs Höfe sind im Engelbostel Kirchenbuch überliefert.
Die Begründer der Höfe Nr. 1–6
1. Jobst Gosewisch (1650–1728)
2. Henrich Moorhoff († 1697)
3. Johann Deicke († 1689)

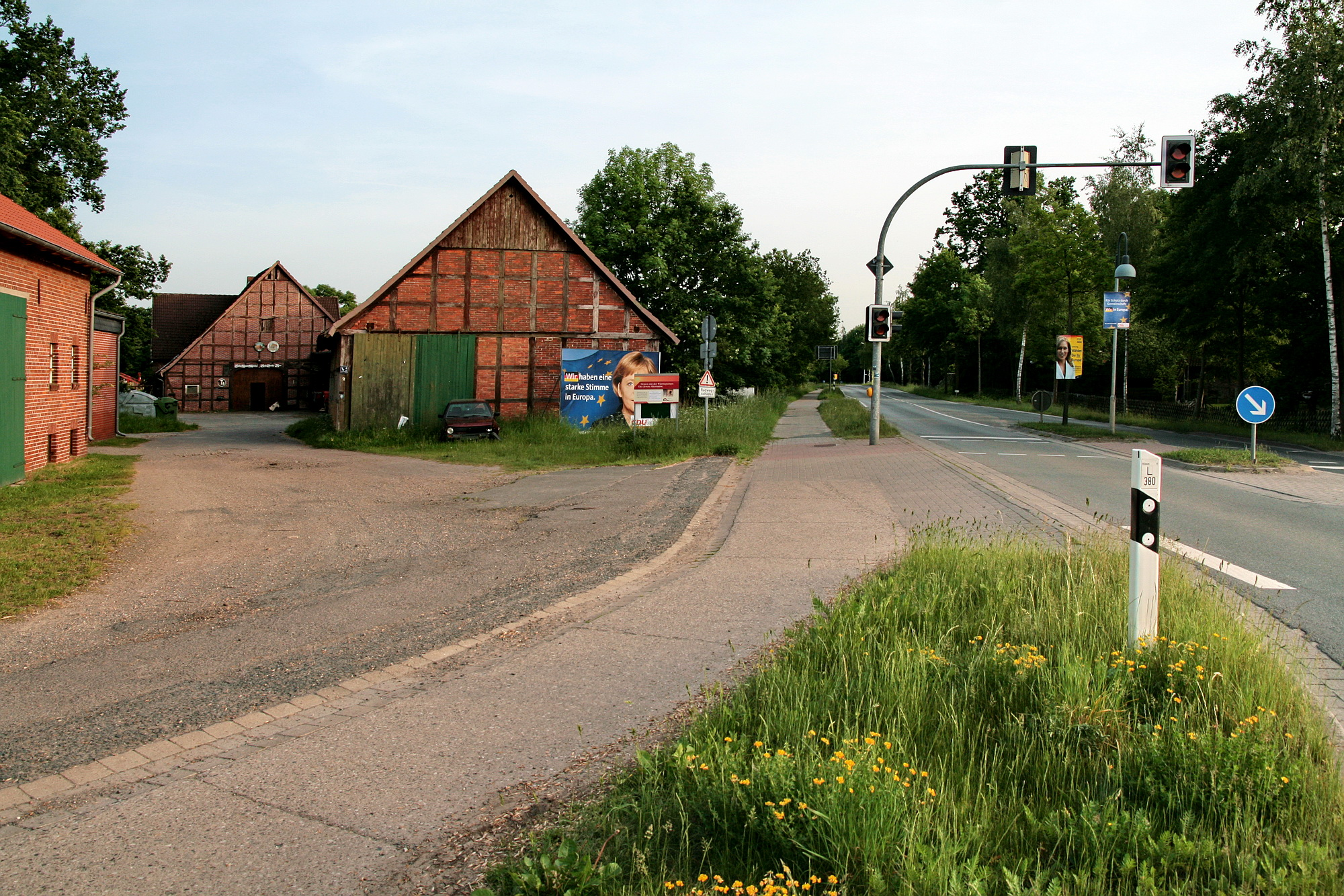
Resse Hof Nr. 1

4. Heinrich Riechers († 1682), beherbergt noch heute den Heidegasthof Löns
5. Hanß Steinwart († 1677)
6. Hans Klingemann (1656–1739)

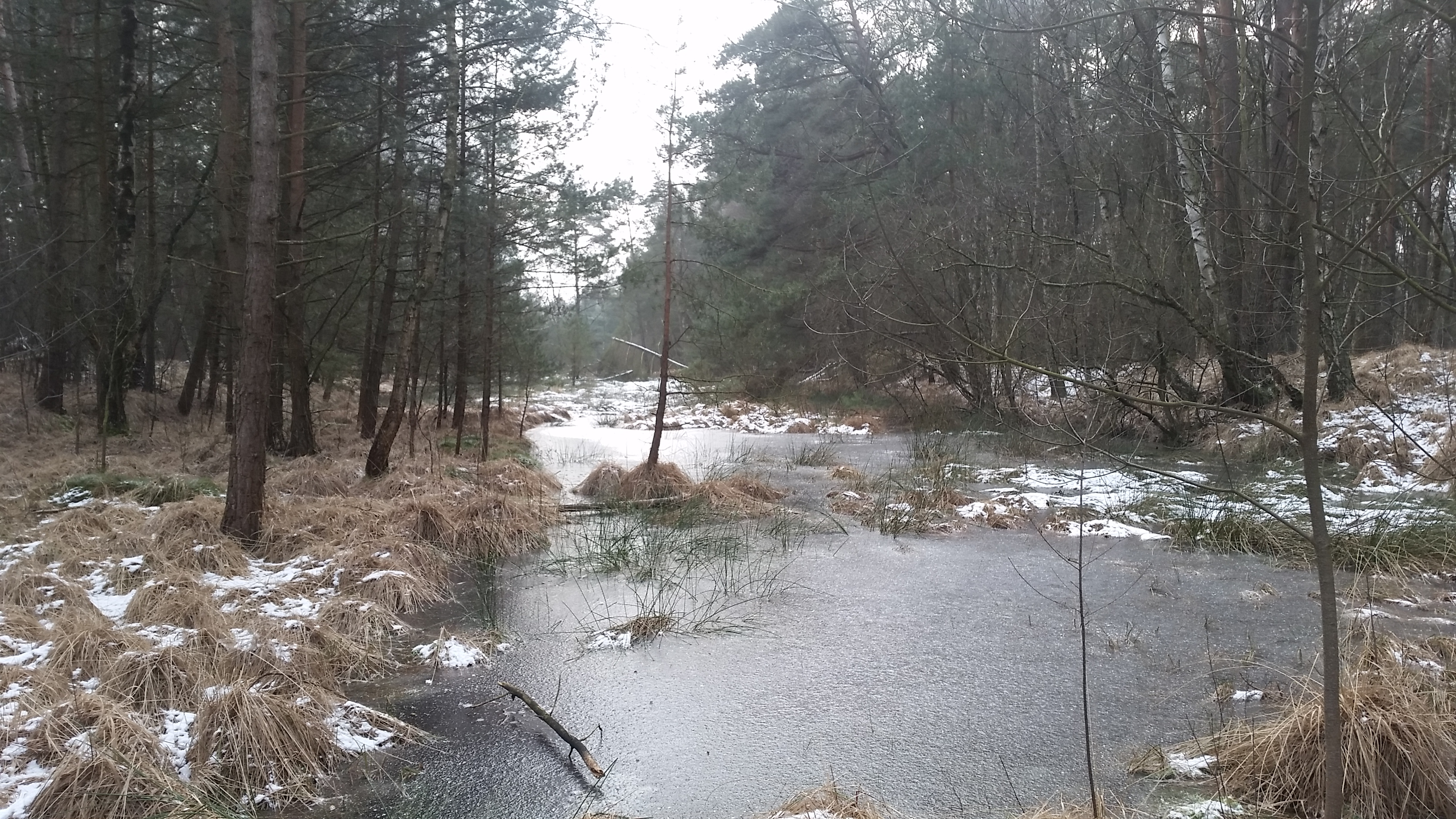
Überreste der Strecke 24 im Winter (2017)

Im Otternhagener Moor direkt nordwestlich von Resse sind Überreste der alten Reichsautobahn Strecke 24 zu finden, die in den 1930er Jahren errichtet werden sollte, aber deren Bau früh abgebrochen wurde. Die langgezogenen Moorseen bei Resse, die aus dem alten Trassenaushub entstanden sind, sind das am besten erkennbare Überbleibsel der Strecke 24.
Ab Ende des Jahres 1940 arbeitete das französische Kriegsgefangenenarbeitskommando Nr. 1181 für die staatliche Revierförsterei Resse. Die 20 Männer des Kommandos wurden zu schwerer Waldarbeit herangezogen. Die Franzosen wurden im Saal einer Gastwirtschaft einquartiert und vermutlich 1941 in den Zivilarbeiterstatus entlassen. Acht von ihnen arbeiteten noch beim Einmarsch der Amerikaner im April 1945 für die Revierförsterei.
Resse war bis 1974 eine eigene Gemeinde innerhalb des Landkreises Burgdorf. Im Zuge der Gebietsreform in Niedersachsen am 1. März 1974 wurde Resse in die Gemeinde Wedemark eingegliedert, die von da an Teil des umstrukturierten Landkreises Hannover war, aus dem 2001 die Region Hannover hervorging.
Der Ort Resse hat sich durch moderne Neubauansiedlungen seit der Zeit vor dem Ersten Weltkrieg aus sechs Bauernhöfen zum Wohngebiet im Grünen entwickelt. Ab 1960 erfolgte der Neubau von Einfamilienhäusern und Reihenhäusern zwischen Königsberger und Breslauer Straße. Ab 1964 werden die Gelände Köhlerweg-Stünkelweg und Auf dem Heidkamp in den Flächennutzungsplan aufgenommen. Ab 1995 erfolgte die Bebauung an der Schubertstraße und ab 2001 kam das Baugebiet am Heidering hinzu. 2015 wurde an der Straße Altes Dorf ein Mehrfamilienhaus mit vollständig barrierefreien Wohnungen errichtet, die ab April 2016 bezugsfertig waren. Seit April 2022 ist das  Neubaugebiet Neues Land in Resse erschlossen worden. Es stehen etwa 35 Baugrundstücke für Ein- und Mehrfamilienhäuser zur Verfügung.
Der Einfamilienhausanteil in Resse liegt bei 85 %.

### Einwohnerentwicklung
Durch die Vielzahl an Neubaugebieten, die seit den 1960er Jahren entstanden sind, hat sich die Einwohnerzahl von Resse in den 1960er Jahren vervierfacht und ist seit 1970 erneut um die Hälfte gewachsen. Damit ist Resse nach Mellendorf, Bissendorf und Elze heute der viertgrößte der siebzehn Wedemärker Ortsteile.
| Jahr      | 1910   | 1925   | 1933   | 1939   | 1950   | 1956   | 1961   | 1970   | 1973   | 2015   | 2019  | 2021 |
| --------- | ------ | ------ | ------ | ------ | ------ | ------ | ------ | ------ | ------ | ------ | ----- | ---- |
| Einwohner | 141    | 143    | 136    | 174    | 379    | 402    | 450    | 1795   | 2056   | 2547   | 2563  | 2512 |
| Quelle    | [ 13 ] | [ 14 ] | [ 14 ] | [ 14 ] | [ 15 ] | [ 15 ] | [ 16 ] | [ 16 ] | [ 17 ] | [ 18 ] | [ 2 ] |      |

## Religion

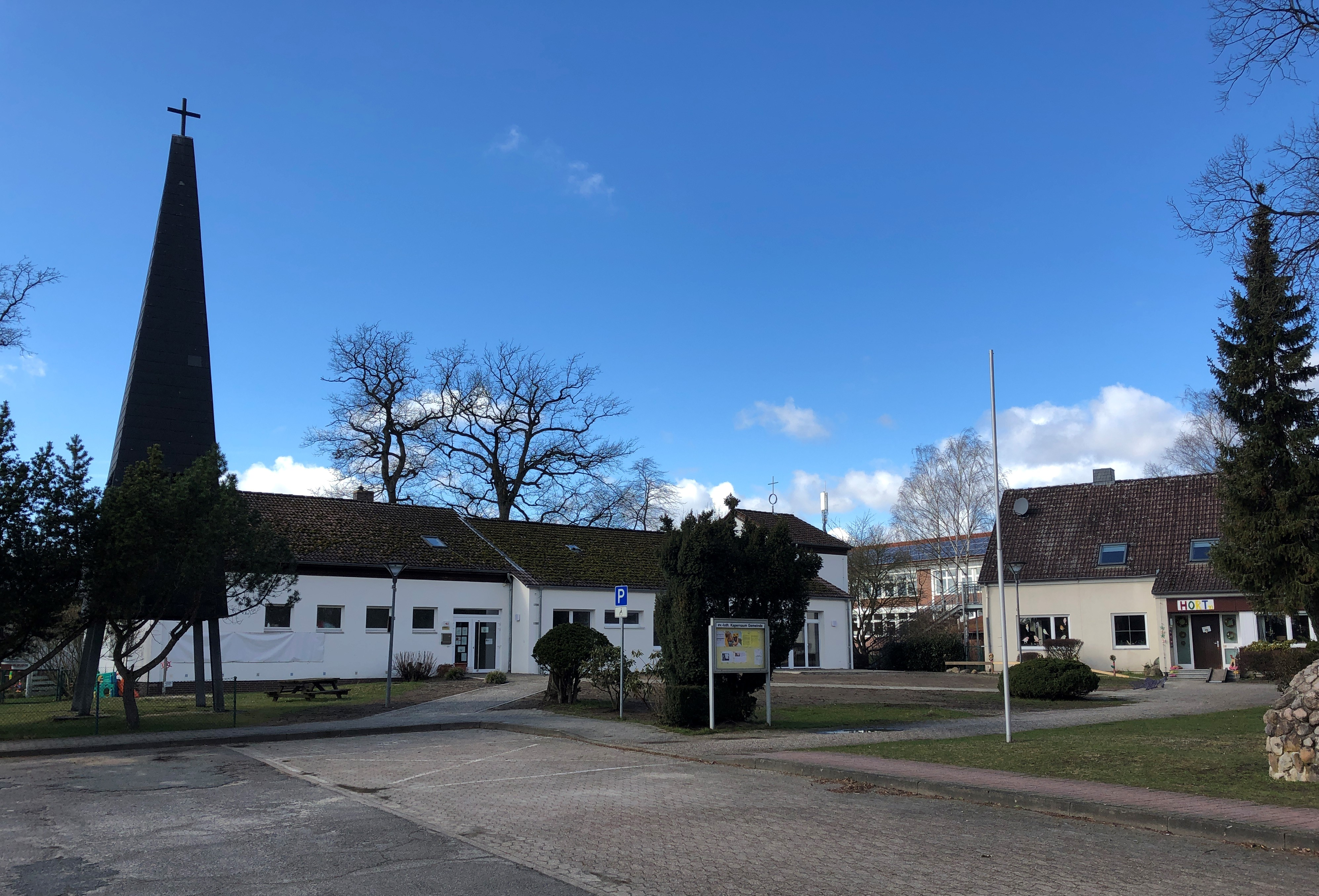
Evangelisch-lutherische Kirche Resse 2021

Die evangelisch-lutherische Kapernaum-Kirchengemeinde-Resse ist seit dem 1. Januar 1976 eine eigenständige Kirchengemeinde, vorher war sie Kapellengemeinde der St. Martinskirchengemeinde Engelbostel; Die Kirchengemeinde ist nach Ort Kapernaum benannt. Sie ist im Zentrum von Resse ansässig. Die Kirchengemeinde gehört zum Kirchenkreis Burgwedel – Langenhagen im Sprengel Hannover. Die Superintendentur dazu ist in Langenhagen, die letzte Visitation war im März 2020.
Kapernaum – Resse ist pfarramtlich mit der St. Michaelis Bissendorf verbunden und arbeitet insbesondere in der Konfirmandenarbeit, der Kirchenmusik und Sommerkirchengottesdiensten mit ihr zusammen.
Das Areal beherbergt das Gemeindehaus, den Glockenturm und eine Kindertagesstätte mit Krippe und Hort. Das Hauptgebäude ist im Urbestand aus den frühen 1970er Jahren. Der heutige Clubraum beherbergte früher auch die eine Kindergartengruppe. Im Laufe der Jahre wuchs die Kindertagesstätte von einer Gruppe zu zwei Ganztagsgruppen und einer Krippengruppe. Hort und Ganzstagsbetreuung der Grundschule erfolgen seit 2017. Damit wuchs auch der Gebäudebestand kontinuierlich.

## Politik

### Ortsrat
Der Ortsrat von Resse setzt sich aus sieben Ratsmitgliedern folgender Parteien zusammen:
- WWR: 4 Sitze
- SPD: 2 Sitze
- CDU: 1 Sitz

(Stand: Kommunalwahl September 2021)
Die WWR (Wählergemeinschaft-Wedemark-Resse) erreichte bei der Kommunalwahl 2021 die absolute Mehrheit mit 52,55 Prozent.

### Ortsbürgermeister
Der erste Ortsbürgermeister von Resse war ab 1974 Günter Sefzig. Der amtierende Ortsbürgermeister ist Kai Tschentscher (WWR). Sein Stellvertreter ist Carsten Grotzke (WWR).

### Wappen
Der Entwurf des Kommunalwappens von Resse stammt von dem Heraldiker und Wappenmaler Gustav Völker, der zahlreiche Wappen in der Region Hannover erschaffen hat. Die Genehmigung des Wappens wurde am 29. Januar 1970 durch den Regierungspräsidenten in Lüneburg erteilt.
| Wappen von Resse | Blasonierung: „Durch silbernen Schrägrechtsbalken geteilt, oben in Grün ein achtspeichiges, silbernes Wagenrad, unten in Schwarz eine silberne Wolfsangel.“ |
| Wappen von Resse | Wappenbegründung: Sowohl das Wagenrad als auch der Querbalken symbolisieren die in früheren Zeiten bestehende Zollstation wie auch die früher durch Resse verlaufende Handelsstraße, die aus dem süddeutschen Raum über Stade bis an die Elbe führte. Die im unteren Teil des Wappens dargestellte Wolfsangel soll die Verbundenheit und Zugehörigkeit der Gemeinde zum Landkreis Burgdorf versinnbildlichen. |

## Kultur und Sehenswürdigkeiten

### Naturdenkmale
- Niedermoorwiese in Resse

### Moorinformationszentrum und Erlebnispfad

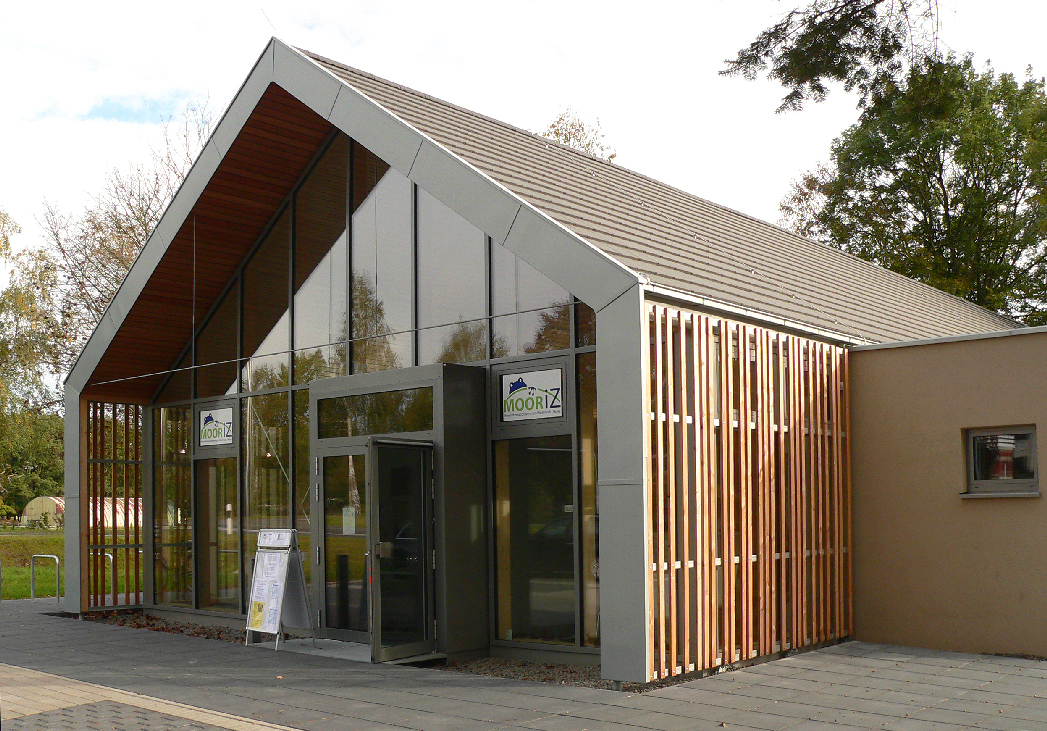
Moorinformationszentrum MOORiZ

- Am 3. September 2011 wurde in Resse das Moorinformationszentrum MOORiZ der Region Hannover eingeweiht.[21] Das Gebäude befindet sich auf dem freien Platz zwischen der Kirche und der Dorfstraße. Die Mittel stellte die Region Hannover aus dem Konjunkturförderprogramm 2 zur Verfügung. Nach der Fertigstellung ging das Gebäude in das Eigentum der Gemeinde Wedemark über. Der Betrieb des MOORiZ wird vom Bürgerverein übernommen. Auf einer Fläche von rund 350 m² wird eine Dauerausstellung schwerpunktmäßig das Thema Moor – und hier insbesondere – das Thema der Hannoverschen Moorgeest gezeigt. In dem ebenfalls vorgesehenen Vortragsraum werden Vorträge, Versammlungen und Lesungen, vornehmlich zum Thema Moor und Natur, aber auch aus anderen kulturellen Bereichen, angeboten. Interessierte Gruppen und Organisationen erhalten die Möglichkeit, sich im MOORiZ zu präsentieren.[22][23] Im Sommer 2012 ist ein kleines Moor angelegt worden.
- Das Otternhagener Moor im Dreieck von Resse, Otternhagen und Scharrel lässt sich seit dem 17. Mai 2019 über einen mehr als 350 Meter langen Holzsteg erkunden. Der Moorerlebnispfad beginnt an der Osterbergstraße am Sportgelände Resse und ermöglicht Begegnungen mit der Pflanzen- und Tierwelt der Moore. Auf am Wegesrand aufgestellten Tafeln wird die Fauna und Flora eines Hochmoores näher erläutert.[24] Der Moorerlebnispfad Resse ergänzt, zusammen mit dem Moor-Informationszentrum Resse (MoorIZ), den Aussichtstürmen im Bissendorfer Moor, der Radroute Von Moor zu Moor[25] und der Dauerstellung zum Thema Moor im Naturparkhaus Mardorf, die Erkundung rund um das Thema Hochmoor.[26]

### Vereine
In Resse gibt es mehrere Sportvereine: Der 1963 gegründete SV Resse hat eine Fußballabteilung, die derzeit in der achtklassigen Kreisliga spielt. Im Jahr darauf wurde der Tennisclub Resse gegründet. Zudem gibt es in Resse den Voltigierclub RVC Wedemark, der ein Teil des Turn-Club Bissendorf ist.
Weitere in Resse ansässige Vereine sind der Schützenverein zu Resse (1902), die Freiwillige Feuerwehr (1936), der Fanfarenzug Resse (1992), das Institut für deutsche Tätowier-Geschichte (1997) und der Bürgerverein „Bürger für Resse“ (mit angeschlossener Genossenschaft) (2008).

## Wirtschaft und Infrastruktur

### Unternehmen

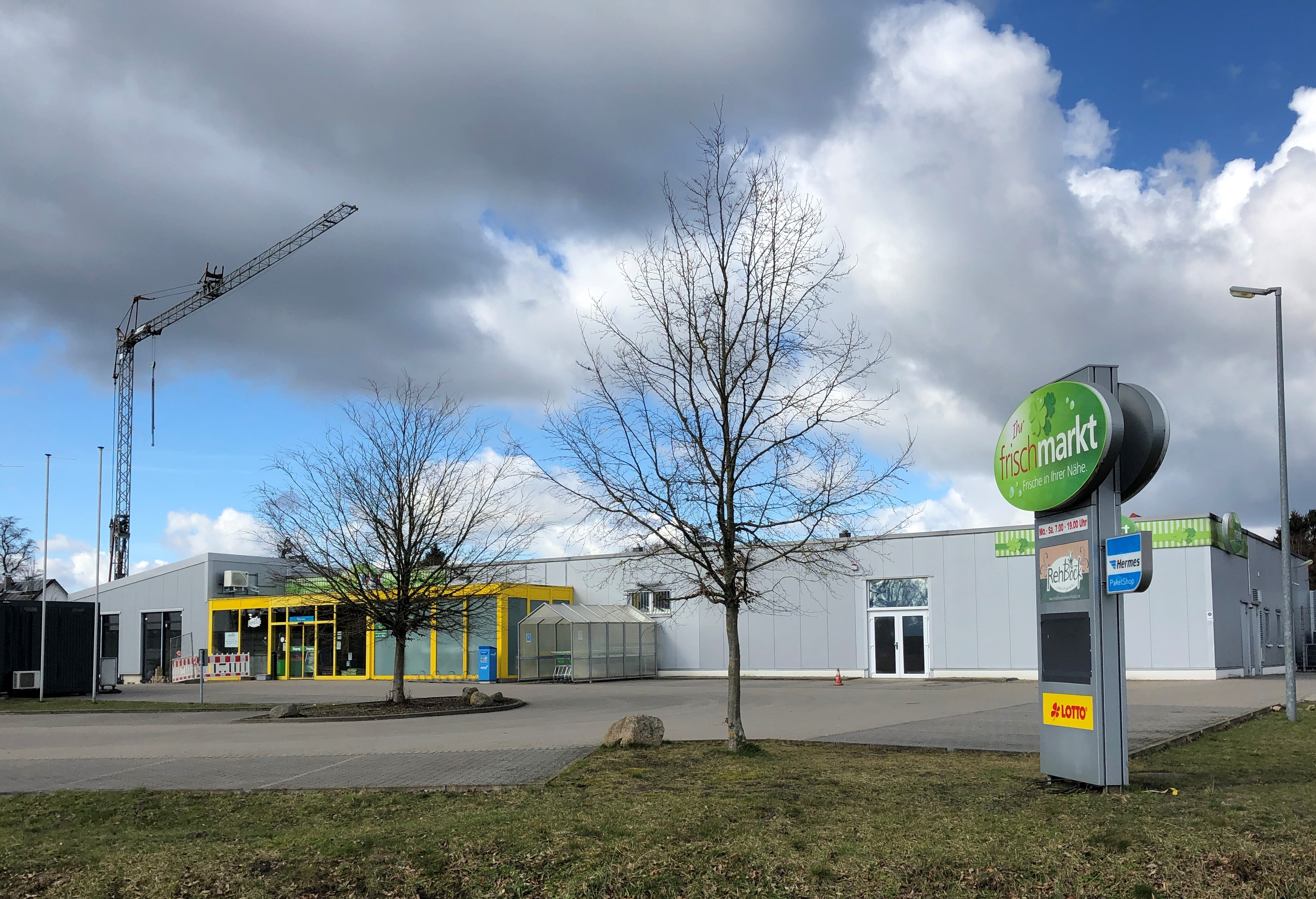
Einkaufszentrum Resse

Durch das Engagement der Bürger wurde eine Genossenschaft gegründet, die ein kleines Einkaufszentrum (mit Bäckereifiliale und Geldautomat) gebaut hat und betreibt. Die zeitweise ansässige Arztpraxis wurde 2019 wieder geschlossen, sodass die Bürgervereinigung nach einem Nachfolger suchte. Im September 2021 übernahm eine Internistin die Praxis. In Resse befinden sich zudem zwei Restaurants und ein Cateringunternehmen.
Am 25. November 2010 fand in der Kongresshalle Gießen der internationale Fachkongress „Kommunale Kooperation“ statt, in dessen Rahmen der GenoPortal AWARD 2010 des Genossenschaftsverbands für hervorragende Projekte und Arbeiten im Bereich Kommunaler Kooperation verliehen wurde. Unter mehr als dreißig Bewerbungen erhielt die Arbeit der Resser Bürgerschaft den 1. Preis beim GenoPortal-AWARD 2010.

### Feuerwehr

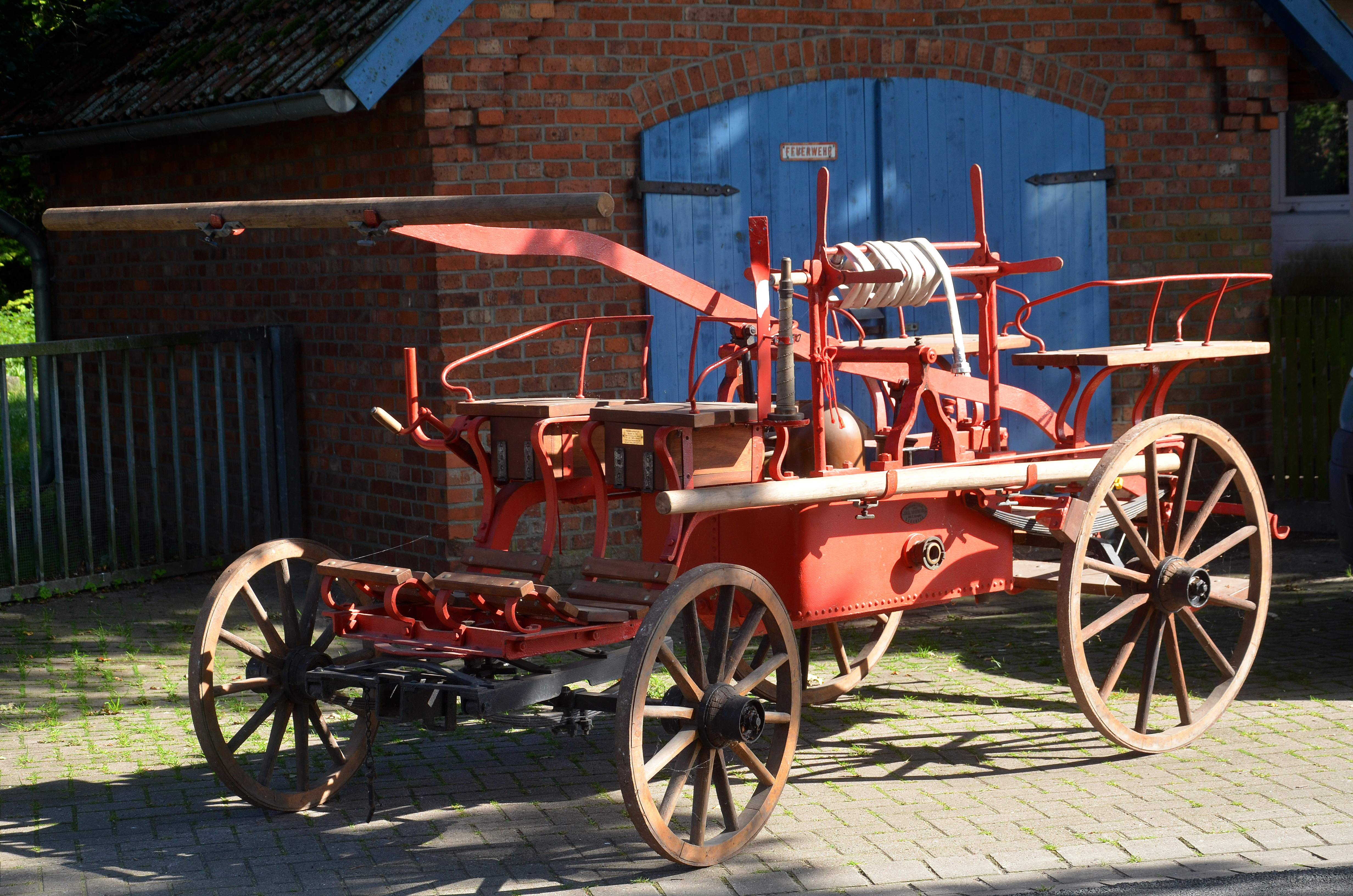
Feuerwehrgerätehaus Resse aus dem Jahre 1870

Die Aufgaben übernimmt, seit ihrer Gründung im Jahre 1936, die Freiwillige Feuerwehr Resse, eine von 15 Feuerwehren der Gemeinde Wedemark. Die Feuerwehr Resse hat 577 Mitglieder, davon sind 43 aktiv in der Einsatzabteilung (Stand 31. Dezember 2018). Der erste Wehrführer war Fritz Baumgarten, es folgten u. a. die Ortsbrandmeister Johann Cattau, Siegfried Hecht, Kai Pfeiffer, Henning Schwentker; ab 2019 Daniel Stark.
Die aktiven Feuerwehrmitglieder leisteten 2018 insgesamt 4763,5 Stunden. Zu den Einsätzen zählten acht Brandeinsätze, zwölf Technische Hilfeleistungen und vier Tierrettungen sowie eine Brandsicherheitswache bei der Wedemark Rallye.
Das alte Gerätehaus aus dem Jahr 1870 steht unter Denkmalschutz und beherbergt eine historische Handdruckspritze der Spritzen-Fabrik Chr. Spengler Hannover. Bei dem Spritzenwagen handelt es sich um ein von Pferden zu ziehende, 1976 generalüberholtes und voll funktionstüchtiges Fahrzeug für mehrere Feuerwehrleute und mit einer Firmenplakette der „Spritzen-Fabrik von Chr. Spengler, Inh. W. Spengler, Hannover“.

### Verkehr
Zwei Buslinien des GVH bedienen in Resse sechs Haltestellen. Es bestehen Verbindungen zu den umliegenden Ortschaften Engelbostel, Negenborn und Bissendorf sowie mit Hannover. Die Landesstraße 380 führt seit der Niederlegung zweier Bauernhöfe im Jahr 1977 durch den Ort, im Norden nach Negenborn und im Süden nach Engelbostel. Diese Ortsdurchfahrt wurde 1992 durch Parkbuchten und Mittelstreifen eingeengt um den Verkehr zu beruhigen. Die Kreisstraße 102 führt westlich durch die Siedlung Resse-Lönswinkel nach Bissendorf.

## Persönlichkeiten
- Hermann Löns (1866–1914), Journalist und Schriftsteller, schon zu Lebzeiten wurde Löns, dessen Landschaftsideal die Heide war, als Jäger, Natur- und Heimatdichter sowie als Naturforscher und -schützer zum Mythos, die zu Resse gehörende Lönssiedlung mit der Straße Lönswinkel und der Heidegasthof Löns wurden nach ihm benannt
- Heinz Dotterweich (1904–1949), Zoologe und Professor an der Technischen Hochschule Dresden, in Resse verstorben
- Adolf Meyer (1929–2018), Buchhändler, Volksschullehrer, Schulrektor und Heimatforscher, Lehrer an der Volksschule Resse
- Otto Laszig (1934–2014), Fußballspieler und -trainer, lebte und verstarb in Resse
- Horst Podlasly (1936–2007), Fußballtorhüter, lebte in Resse
- Manfred Kohrs (* 1957), Ökonom, Vorstandsvorsitzender des Instituts für deutsche Tätowier-Geschichte (IDTG), lebt in Resse
- Günter Lenz (* 1959), Politiker (SPD), ehemaliger Betriebsratsvorsitzender von Volkswagen Nutzfahrzeuge (1998–2007), von März 2003 bis Juni 2007 Mitglied des Niedersächsischen Landtags, lebt in Resse
- Stefan Wenzel (* 1962), Politiker, ist in Resse aufgewachsen
- Caren Marks (* 1963), Politikerin, ist in Resse aufgewachsen
- Michael Schütz (* 1966), Fußballspieler und Trainer, von 2005 bis 2013 Spielertrainer beim Kreisklasseverein SV Resse und übernahm im Anschluss dessen A-Jugendmannschaft als Trainer
- Julian Mau (* 1987), Schauspieler und Sprecher, wuchs in Resse auf